# Креспина
Креспина (итал. Crespina) — коммуна в Италии, располагается в области Тоскана, в провинции Пиза.
Население составляет 4200 человек (2008 г.), плотность населения составляет 144 чел./км². Занимает площадь 26 км². Почтовый индекс — 56042. Телефонный код — 050.
Покровителем коммуны почитается святой Архангел Михаил, празднование 29 сентября.

## Демография
Динамика населения:

## Администрация коммуны
- Официальный сайт: https://web.archive.org/web/20100903063408/http://www.comune.crespina.pi.it/